# Thrypticus edwardsi
Thrypticus edwardsi är en tvåvingeart som beskrevs av Van Duzee 1931. Thrypticus edwardsi ingår i släktet Thrypticus och familjen styltflugor. Inga underarter finns listade i Catalogue of Life.